# 1556
| [ Edytuj tabelę ]              | |
| Król Polski                    | - 1530 Zygmunt II August 1572 |
| Współksiążęta Andory           | - 1552 Miquel Despuig 1556 - 1556 Juan Pérez García de Oliván 1560 - 1555 Joanna d’Albret 1572 - 1555 Antoni Burbon 1562                                      |
| Król Anglii                    | - 1553 Maria I 1558 |
| Elektor Brandenburgii          | - 1535 Joachim II Hektor 1571 |
| Książę Bawarii                 | - 1550 Albrecht V 1579 |
| Sułtan Brunei                  | - 1521 Abdul Kahar 1575 |
| Cesarz Chin                    | - 1521 Jiajing 1566 |
| Król Czech                     | - 1526 Ferdynand I Habsburg 1564 |
| Król Danii                     | - 1534 Chrystian III 1559 |
| Dalajlama                      | - 1543 Sonam Gjaco 1588 |
| Cesarz Etiopii                 | - 1540 Klaudiusz 1559 |
| Król Francji                   | - 1547 Henryk II 1559 |
| Król Hiszpanii                 | - 1516 Karol I 1556 - 1556 Filip II 1598 |
| Hrabia Holandii                | - 1555 Filip II Habsburg 1572 |
| Szach Iranu                    | - 1524 Tahmasp I 1576 |
| Państwo Wielkich Mogołów       | - 1555 Humajun 1556 - 1556 Akbar 1605 |
| Władca Inków                   | - 1545 Sayri Tupac 1558 |
| Król Irlandii                  | - 1554 Maria I Tudor 1558 |
| Cesarz Japonii                 | - 1526 Go-Nara 1557 |
| Kalif                          | - 1520 Sulejman I 1566 |
| Patriarcha Konstantynopola     | - 1555 Joazaf II 1556 |
| Władca Korei                   | - 1545 Myŏngjong 1567 |
| Wielki książę litewski         | - 1530 Zygmunt August 1569 |
| Sułtan Maroka                  | - 1554 Muhammad asz-Szajch 1557 |
| Senior Monako                  | - 1532 Honoriusz I 1581 |
| Król Nawarry                   | - 1555 Joanna d’Albret 1572 |
| Król Norwegii                  | - 1534 Chrystian III 1559 |
| Sułtan Omanu                   | - 1529 Bakarat ibn Muhammad 1560 |
| Elektor Palatynatu             | - 1544 Fryderyk II 1556 - 1556 Otto Henryk 1559 |
| Papież                         | - 1555 Paweł IV 1559 |
| Książę Parmy                   | - 1547 Oktawiusz Farnese 1556 |
| Książę Parmy i Piacenzy        | - 1556 Oktawiusz Farnese 1586 |
| Król Portugalii                | - 1521 Jan III 1557 |
| Książę w Prusach               | - 1525 Albrecht 1568 |
| Car Rosji                      | - 1547 Iwan IV Groźny 1584 |
| Cesarz Rzymski (niemiecki)     | - 1519 Karol V Habsburg 1558 |
| Kapitanowie Regenci San Marino | - 1555 Bartolo Belluzzi Pier Paolo Corbelli 1556 - 1556 Gio. Antonio Leonardelli Bonetto di Marino Bonetti 1556 - 1556 Antonio Brancuti Baldo di Gaspare 1557 |
| Elektor Saksonii               | - 1553 August Wettyn 1586 |
| Król Szkocji                   | - 1542 Maria Stuart 1567 |
| Król Szwecji                   | - 1521 Gustaw I Waza 1560 |
| Król Tajlandii                 | - 1548 Phra Maha Chakkraphat 1568 |
| Sułtan Turków                  | - 1520 Sulejman Wspaniały 1566 |
| Doża Wenecji                   | - 1554 Francesco Veniero 1556 - 1556 Lorenzo Priuli 1559 |
| Król Węgier                    | - 1526 Ferdynand I 1564 - 1540 Jan II Zygmunt Zápolya 1571 |

Rok 1556 / MDLVI
stulecia: XV wiek ~
XVI wiek ~
XVII wiek

lata: 1546 «
1551 «
1552 «
1553 «
1554 «
1555 «
1556
» 1557
» 1558
» 1559
» 1560
» 1561
» 1566

## Wydarzenia w Polsce
- 22 stycznia - na synodzie kościoła helweckiego Piotr z Goniądza wystąpił z postulatami antytrynitarnymi. Początek ruchu Braci Polskich.
- 1 lutego – królowa Bona Sforza opuściła Kraków i udała się do dziedzicznego księstwa Bari we Włoszech.
- 6 grudnia – w Warszawie rozpoczął obrady sejm[1].
- Proces Żydów z Sochaczewa, oskarżonych o profanację hostii.
- Dzięki interwencji króla polskiego arcybiskup ryski Wilhelm Hohenzollern więziony przez mistrza krajowego inflanckiej gałęzi zakonu krzyżackiego odzyskuje wolność[2].

## Wydarzenia na świecie
- 16 stycznia – cesarz Niemiec i król Hiszpanii Karol V Habsburg abdykował z tronu hiszpańskiego na rzecz swego syna Filipa II.
- 23 stycznia – trzęsienie ziemi w chińskiej prowincji Shaanxi, które spowodowało śmierć około 830 000 osób. Wstrząsy wywołały odkształcenia terenu, także w sąsiednich prowincjach Chin.
- 14 lutego – Thomas Cranmer został ogłoszony heretykiem.
- 21 marca – arcybiskup Canterbury Thomas Cranmer został spalony na stosie.
- 30 września – abdykacja Karola V Habsburga, cesarza rzymsko-niemieckiego i króla Hiszpanii.
- 9 października – założono wenezuelskie miasto Mérida.
- 5 listopada – druga bitwa pod Panipat: 80 km na północ od Delhi armia Wielkich Mogołów pokonała wojska hinduskie pod wodzą generała Hemu, co umożliwiło Akbarowi dojście do władzy w Indiach.

## Urodzili się
- 8 stycznia – Józef z Leonessy, włoski kapucyn, misjonarz i kaznodzieja, święty katolicki (zm. 1612)
- 8 stycznia – Kagekatsu Uesugi, japoński samuraj, daimyō, dowódca wojskowy (zm. 1623)
- 31 maja – Jerzy Radziwiłł, polski duchowny katolicki, biskup wileński i krakowski, kardynał (zm. 1600)
- 6 czerwca – Edward la Zouche, 11. baron Zouche, angielski arystokrata i polityk (zm. 1625)
- 29 czerwca – Jeremiasz z Wołoszczyzny, kapucyn, błogosławiony katolicki (zm. 1625)
- 22 lipca – Otto Henryk Wittelsbach (Pfalz-Sulzbach), hrabia palatyn i książę Palatynatu-Sulzbach (zm. 1604)
- 25 lipca – George Peele, angielski dramaturg i poeta (zm. 1596)
- 17 sierpnia – Aleksander Briant, angielski jezuita i męczennik, święty katolicki (zm. 1581)
- 24 sierpnia – Sophia Brahe, duńska astronom i historyk (zm. 1643)
- 11 września – Józef Kalasanty, hiszpański duchowny katolicki, założyciel i pierwszy generał zakonu pijarów, reformator oświaty, święty (zm. 1648)
- 9 października – Kunegunda Jakobina, elektorówna reńska, hrabina Nassau Dillenburg z dynastii Wittelsbachów (zm. 1586)
- 11 listopada – Giovanni Cornaro, doża wenecki (zm. 1629)
- 25 listopada – John Heminges, angielski aktor (zm. 1630)
- 28 listopada – Francesco Contarini, doża wenecki (zm. 1624)
- 27 grudnia – Joanna de Lestonnac, francuska zakonnica, święta katolicka (zm. 1640)

Data dzienna nieznana: 
- Łukasz Działyński, gorliwy luteranin, Podczaszy wielki koronny (zm. 1582 lub 1583)
- Zofia Johansdotter Gyllenhielm, nieślubna córka władcy Szwecji Jana III Wazy (zm. 1583)
- Anne Hathaway, żona Williama Szekspira (zm. 1623)
- Krzysztof Kraiński, kaznodzieja kalwiński i superintendent kościołów w Małopolsce (zm. 1618)
- Carlo Maderna, architekt tesyński, główny projektant i wykonawca fasady bazyliki św. Piotra w Rzymie (zm. 1629).
- Wilhelm Saultemouche, francuski jezuita, męczennik, błogosławiony katolicki (zm. 1593)
- Otto van Veen, nauczyciel Rubensa, malarz nadworny arcyksięcia Alberta (zm. 1629)
- Wacław Węgierski, szlachcic wielkopolski, syn Wojciecha Węgierskiego (zm. 1613)

## Zmarli
- 21 stycznia – Maksym Grek, mnich, święty Kościoła prawosławnego (ur. 1475).
- 26 stycznia – Humajun, władca z dynastii Wielkich Mogołów (ur. 1508).
- 26 lutego – Fryderyk II Wittelsbach, elektor Palatynatu Reńskiego (ur. 1482).
- 21 marca – Tomasz Cranmer, przywódca reformy anglikańskiej i arcybiskup Canterbury (ur. 1489).
- 26 kwietnia – Valentin Trozendorf, śląski pedagog i teolog protestancki (ur. 1490).
- 20 maja – Weigand von Redwitz, biskup Bambergu w latach 1522 – 1556. Mianowany przez papieża Hadriana VI i Karola V (ur. 1476).
- 2 czerwca – Francesco Veniero, doża Wenecji (ur. 1489)
- 10 czerwca – Martin Agricola, niemiecki teoretyk muzyki (ur. 1486)
- 31 lipca – Ignacy Loyola, święty, założyciel zakonu jezuitów (ur. 1491)
- 21 października – Pietro Aretino, pisarz włoski, twórca renesansu (ur. 1492)

Data dzienna nieznana: 
- Richard Chancellor, angielski badacz Arktyki (ur. 1520).
- Fuzûlî, azerski poeta (ur. 1495).
- Lorenzo Lotto, włoski malarz renesansowy zaliczany do szkoły weneckiej (ur. 1480).
- Joachim I von Maltzan, wolny pan stanowy Sycowa (ur. 1491).
- Antoni Sijski, święty mnich prawosławny (ur. 1477).
- Johannes Sleidan, humanista niemiecki (ur. 1506).